# (7200) 1994 NO
(7200) 1994 NO là một tiểu hành tinh vành đai chính. Nó được phát hiện bởi Timothy B. Spahr thông qua Catalina Sky Survey ngày 8 tháng 7 năm 1994.